# Massuria
Massuria (Thorell, 1887) è un genere di ragni appartenente alla famiglia Thomisidae.

## Distribuzione
Le sette specie note di questo genere sono diffuse in Asia orientale e Asia meridionale

## Tassonomia
Secondo alcune considerazioni espresse dall'aracnologo Lehtinen in un lavoro (2005a), la gran parte o tutte le specie appartenenti al genere Pistius Thorell, 1887 rinvenute in India, andrebbero ascritte al genere Massuria.
Non sono stati esaminati esemplari di questo genere dal 2010.
A giugno 2014, si compone di sette specie:
- Massuria angulata Thorell, 1887[2] — Birmania
- Massuria bandian Tang & Li, 2010 — Cina
- Massuria bellula Xu, Han & Li, 2008 — Hong Kong
- Massuria ovalis Tang & Li, 2010 — Cina
- Massuria roonwali (Basu, 1964) — India
- Massuria sreepanchamii (Tikader, 1962) — India
- Massuria watari Ono, 2002 — Giappone

### Specie trasferite
- Massuria javana Simon, 1895; trasferita al genere Zygometis, Simon, 1901[1].